# Vincenzo Bellini
Vincenzo Salvatore Carmelo Francesco Bellini (Catania, 3. studenog 1801. – Puteaux, 23. rujna 1835.) je talijanski skladatelj. Bellini je jedan od najpoznatijih i najkvalitetnijih skladatelja klasičnog bel canta u opernoj glazbi, pored velikana ranog XIX. stoljeća Gioachina Rossinija i Gaetana Donizettija.

## Život i rad
Bellini je rođen 3. studenog 1801. godine u Cataniji na Siciliji, a glazbu je studirao u Napulju. 
Učio je prvenstveno od svog djeda, a u lipnju 1819. odlazi u Napulj da studira glazbu pod stipendijom lokalne vlasti u Cataniji. Do 1822. godine je bio u klasi Nicola Zingarellija, kod koga je proučavao majstore napuljske škole i orkestralna djela Haydna i Mozarta. Običaj je bio na konzervatoriju da se talentirani učenici predstave javnosti nekim dramskim djelom: tako je nastala Belinijeva prva opera „Adelson i Salvini“ (Adelson e Salvini) koja je praizvedena u teatru konzervatorija. Ta izvedba je zainteresirala Domenica Barbaju, direktora napuljske San Carlo Opere i milanske Scale. Barbaja je zaposlio Bellinija da 1826. sklada operu „Bianca i Gernando“ (Bianca e Gernando) za San Carla. Opera je u Teatru San Carlo imala osrednji uspjeh, ali dovela je do toga da je Bellini 1827. dobio narudžbu od milanske Scale da napiše novu operu. Tako je nastala opera „Gusar“ (Il pirata) koja je odmah postigla veliki uspjeh i započela suradnju između Bellinija i pjesnika i libretista Felicea Romanija.
Bellini je godine između 1827. i 1833. proveo u Milanu gdje su mu sva vrata bila otvorena. Samo od pisanja opera je mogao živjeti luksuzno nakon što je „Strankinja“ (La straniera) postigla još veći uspjeh od „Gusara“ i započela raspravu u tisku vezanu za novi stil skladanja i stalno pomijeranje akorada ka daljim tonalitetima (s više predznaka). Pokazivao je zanimanje za vrlo živi društveni život i pravi dendizam koji je Heinrich Heine posebno naglasio u književnom portretu Bellinija nazvanom „Florentinske noći“ (Florentinische Nächte). Njegova sljedeća opera, „Zaira“, bila je veliki neuspjeh, ali već sljedeća, „Montecchi i Capuleti“ (I Capuleti e i Montecchi) ponovno vraća Bellinija u sam centar opernog života tog vremena.
Sljedećih pet godina Bellini postaje sve popularniji i njegove opere sve kvalitetnije, ali se taj uzlazni put prekida njegovom preranom smrću 23. rujna 1835. godine. Umro je u Puteauxu kraj Pariza od akutne upale crijeva i pokopan je na poznatom pariškom groblju Père Lachaise. Godine 1876. su njegovi ostaci preneseni i pohranjeni u katedralu u Cataniji. U Museo Belliniano u tom gradu se čuvaju sve njegove stvari i notni materijal.
Bellini je bio pedantan majstor. Skladao je za pjevače koji su bili majstori bel canta, način pjevanja koji je isticao vokalnu spretnost i preciznost. Bio je jako osjetljiv u odnosu teksta prema glazbi, i njegove opere dobile su njihov najveći dramatični utjecaj kroz njegovu melodiju, kojima su se često divili i još se dive zbog karakteristične koncentrične ljepote.
Njemu u čast, po njegovom imenu je nazvana zračna luka Vincenzo Bellini u Cataniji, jedna od najprometnijih zračnih luka u Italiji.

## Djelo
Bellini je i pored vrlo kratkog života uspio napisati čak deset opera, od kojih je veliki broj i dalje na repertoaru opernih kuća širom svijeta. Unijevši mnogo novina u operno stvaralaštvo otpočeo je novu eru u kojoj su vrhunci Giuseppe Verdi i Giacomo Puccini.
Tih deset opera su:
- „Adelson i Salvini“ (Adelson e Salvini) 12. veljače 1825. – Teatro del Conservatorio di S. Sebastiano, Napulj
- „Bianca i Gernando“ (Bianca e Gernando) 30. svibnja 1826. – Teatro San Carlo, Napulj
- „Gusar“ (Il pirata) 27. listopada 1827. – Teatro alla Scala, Milano
- „Bianca i Fernando“ (Bianca e Fernando) 7. travnja 1828. – Teatro Carlo Felice, Genova (prerada opere Bianca i Gernando)
- „Strankinja“ (La straniera) 14. veljače 1829. – Teatro alla Scala, Milano
- „Zaira“ (Zaira) 16. svibnja 1829. – Teatro Ducale, Parma
- „Montecchi i Capuleti“ (I Capuleti e i Montecchi) 11. ožujka 1830. – Teatro La Fenice, Venecija
- „Mjesečarka“ (La sonnambula) 6. ožujka 1831. – Teatro Carcano, Milano
- „Norma“ (Norma) 26. prosinca 1831. – Teatro alla Scala, Milano
- „Beatrice di Tenda“ (Beatrice di Tenda) 16. ožujka 1833. – Teatro La Fenice, Venecija
- „Puritanci“, punim imenom „Puritanci u Škotskoj“ (I Puritani / I puritani di Scozia) 24. siječnja 1835. – Théâtre Italien, Pariz

## Vanjske poveznice
- Bellinijeva djela
- Teatro Massimo Bellini, Catania